# Gaël Clichy
Gaël Clichy (sinh 26 tháng 7 năm 1985 ở Toulouse), Pháp là một cầu thủ bóng đá người Pháp hiện đang chơi cho câu lạc bộ Servette ở vị trí hậu vệ.

## Tiểu sử

### Tuổi thơ
Clichy lớn lên ở thành phố Toulouse, Pháp. Hồi nhỏ, sau khi chèo qua một hàng rào sắt, một chiếc nhẫn anh đang đeo bị mắc và ngón tay anh gãy rời ra. Anh phải có tận 7 tiếng đồng hồ phẫu thuật để khâu ngón tay đó lại, nhưng trong khi phẫu thuật, trái tim anh ngừng đập do một vấn đề ở phổi. Nó hoạt động trở lại sau 15 giây. Các bác sĩ mô tả đó là một điều "thần kì" khi Clichy vẫn sống. Mẹ anh là một người quan trọng giúp anh hồi phục sau nhiều năm có kinh nghiệm làm y tá ở một trường học.
Khi AS Cannes bị xuống hạng ba Pháp, Arsène Wenger thuyết phục bố mẹ của Clichy cho phép anh gia nhập Arsenal.

### Sự nghiệp câu lạc bộ
Sau khi Ashley Cole dính một chấn thương vào tháng 10 năm 2005, có vẻ như Clichy có thể có thêm cơ hội thi đấu cho đội hình chính khi Cole nghỉ; thêm vào đó, với những tin đồn Cole có thể sang Tây Ban Nha, có vẻ như Clichy có thể có vị trí vững chắc trong đội hình chính.
Clichy trở lại đội hình chính vào ngày 25 tháng 4 năm 2006 trong trận bán kết cúp C1 gặp Villarreal CF, và vào sân từ ghế dự bị thay Mathieu Flamini. Clichy bị tái phát chấn thương và phải ngồi ngoài cho tới hết mùa giải bao gồm cả trận chung kết Cúp C1, và không thể trở lại thi đấu cho tới ngày 14 tháng 10 năm 2006.
Khi Cole chuyển sang Chelsea vào tháng 8 năm 2006, Clichy trở thành sự lựa chọn số 1 cho hành lang trái ở Arsenal. Khi thi đấu trong vai trò dự bị cho Cole, Clichy được ra sân 62 lần (bao gồm 39 trận ở Premier League) cho Arsenal trong 3 mùa giải. Ở mùa giải mà Cole ra đi, Clichy có 27 lần ra sân trong tổng số 40 trận, và kể từ đó trở thành sự lựa chọn số 1 bên hành lang trái. Ở mùa giải 2007-08, anh được chọn vào đội hình tiêu biểu của năm của PFA ở vị trí hậu vệ trái. Phong độ ổn định này đã giúp anh có được phần thưởng vào ngày 20 tháng 6 năm 2008, khi anh ký hợp đồng dài hạn mới với đội bóng. Anh về đích ở vị trí thứ hai trong danh sách các cầu thủ thi đấu xuất sắc nhất mùa giải của Arsenal do các fan bình chọn. Anh được đeo băng đội trưởng của Arsenal lần đầu trong trận gặp Barnet trong loạt trận giao hữu trước mùa giải 2008-09.
Clichy ghi bàn đầu tiên cho Arsenal vào ngày 1 tháng 11 năm 2008, với một bàn thắng muộn vào lưới 
Stoke City FC, rút ngắn tỉ số xuống còn 2-1 cho Arsenal. Sau khi phải ngồi ngoài trong vài tuần, có một thông báo được đưa ra vào đầu tháng 5 rằng Clichy có thể sẽ lỡ phần còn lại của mùa giải 2008-09 do một chấn thương lưng.

## Thi đấu quốc tế
Vào năm 2007, anh được triệu tập vào đội tuyển bóng đá quốc gia Pháp. Anh được gọi lại vào tháng 1 năm 2008 cho trận đấu gặp đội tuyển bóng đá quốc gia Tây Ban Nha và vào ngày 5 tháng 2 năm 2008, anh được gọi vào đội B cho trận giao hữu gặp đội tuyển bóng đá quốc gia Congo.
Clichy có trận ra mắt chính thức cho đội tuyển Pháp vào ngày 10 tháng 9 năm 2008 ở vòng loại World Cup 2010 gặp đội tuyển bóng đá quốc gia Serbia.

## Thống kê sự nghiệp
Tính đến 15 tháng 6 năm 2016.
| CLB             | Mùa giải       | Giải đấu | Giải đấu  | Giải đấu | Cúp quốc gia | Cúp quốc gia | Cúp quốc gia | Châu Âu | Châu Âu   | Châu Âu  | Tổng   | Tổng      | Tổng     |
| CLB             | Mùa giải       | Ra sân   | Bàn thắng | Kiến tạo | Ra sân       | Bàn thắng    | Kiến tạo     | Ra sân  | Bàn thắng | Kiến tạo | Ra sân | Bàn thắng | Kiến tạo |
| --------------- | -------------- | -------- | --------- | -------- | ------------ | ------------ | ------------ | ------- | --------- | -------- | ------ | --------- | -------- |
| Cannes          | 2002–03        | 15       | 0         | 2        | 0            | 0            | 0            | 0       | 0         | 0        | 15     | 0         | 2        |
| Tổng cộng       | Tổng cộng      | 15       | 0         | 2        | 0            | 0            | 0            | 0       | 0         | 0        | 15     | 0         | 2        |
| Arsenal         | 2003–04        | 12       | 0         | 0        | 9            | 0            | 0            | 1       | 0         | 0        | 22     | 0         | 0        |
| Arsenal         | 2004–05        | 15       | 0         | 0        | 7            | 0            | 0            | 2       | 0         | 0        | 24     | 0         | 0        |
| Arsenal         | 2005–06        | 7        | 0         | 0        | 0            | 0            | 0            | 4       | 0         | 0        | 11     | 0         | 0        |
| Arsenal         | 2006–07        | 27       | 0         | 1        | 7            | 0            | 0            | 6       | 0         | 0        | 40     | 0         | 1        |
| Arsenal         | 2007–08        | 38       | 0         | 6        | 1            | 0            | 0            | 10      | 0         | 0        | 49     | 0         | 6        |
| Arsenal         | 2008–09        | 31       | 1         | 0        | 0            | 0            | 0            | 10      | 0         | 0        | 41     | 1         | 0        |
| Arsenal         | 2009–10        | 24       | 0         | 1        | 0            | 0            | 0            | 9       | 0         | 0        | 33     | 0         | 1        |
| Arsenal         | 2010–11        | 33       | 0         | 1        | 5            | 1            | 0            | 6       | 0         | 1        | 44     | 1         | 2        |
| Tổng cộng       | Tổng cộng      | 187      | 1         | 9        | 29           | 1            | 0            | 48      | 0         | 1        | 264    | 2         | 10       |
| Manchester City | 2011–12        | 28       | 0         | 3        | 1            | 0            | 0            | 8       | 0         | 0        | 37     | 0         | 3        |
| Manchester City | 2012–13        | 28       | 0         | 2        | 5            | 0            | 0            | 4       | 0         | 0        | 37     | 0         | 2        |
| Manchester City | 2013–14        | 20       | 0         | 0        | 7            | 0            | 1            | 4       | 0         | 0        | 31     | 0         | 1        |
| Manchester City | 2014–15        | 23       | 1         | 3        | 2            | 0            | 0            | 6       | 0         | 1        | 31     | 1         | 4        |
| Manchester City | 2015–16        | 14       | 1         | 1        | 6            | 1            | 0            | 8       | 0         | 0        | 28     | 0         | 1        |
| Tổng cộng       | Tổng cộng      | 113      | 2         | 10       | 21           | 0            | 1            | 30      | 0         | 1        | 164    | 2         | 11       |
| Tổng sự nghiệp  | Tổng sự nghiệp | 315      | 3         | 20       | 50           | 1            | 1            | 78      | 0         | 2        | 443    | 3         | 23       |

### Đội tuyển quốc gia
Tính đến 8 tháng 4 năm 2014.
| Đội tuyển quốc gia | Mùa giải  | Trận | Bàn | Kiến tạo |
| ------------------ | --------- | ---- | --- | -------- |
| Pháp               | 2008–09   | 3    | 0   | 0        |
| Pháp               | 2009–10   | 2    | 0   | 0        |
| Pháp               | 2010–11   | 5    | 0   | 1        |
| Pháp               | 2011–12   | 5    | 0   | 0        |
| Pháp               | 2012–13   | 2    | 0   | 0        |
| Pháp               | 2013–14   | 3    | 0   | 0        |
| Tổng cộng          | Tổng cộng | 20   | 0   | 1        |

## Danh hiệu
Arsenal
Vô địch
- FA Premier League: 2003–04
- FA Cup: 2005
- FA Community Shield: 2004

Machester City
- Vô địch Premier League 2011-2012

Về nhì
- UEFA Champions League: 2005–06
- FA Premier League: 2004-05

#### Cá nhân
- Thành viên đội hình tiêu biểu trong năm của PFA: 2007–08